# Paramacrolobium
Paramacrolobium là một chi thực vật có hoa trong họ Đậu.